# Chicane (músico)
Chicane (nascido Nicholas Bracegirdle; em 28 de fevereiro de 1971) é um compositor e produtor musical britânico. Ele é conhecido pelos singles "Offshore" - um hino de dança de Ibiza incluído em muitas compilações, em duas versões (dance e chill out) - "Saltwater" - que conta com vocais de Máire Brennan, membro da banda Clannad; um dos singles mais conhecidos e populares do gênero trance - e "Don't Give Up", que conta vocais de Bryan Adams. "Don't Give Up alcançou o número um do Reino Unido em março de 2000 e também entrou no top 10 das paradas de singles da Austrália e de mais cinco países europeus.

## Discografia
- Far from the Maddening Crowds (1997)
- Behind the Sun (2000)
- Easy to Assemble (2003, nunca lançado comercialmente)
- Somersault (2007)
- Giants (2010)
- Thousand Mile Stare (2012)
- The Sum of Its Parts (2014)